# ريتشارد سكوت (فنان)
ريتشارد سكوت (بالإنجليزية: Richard Scott)‏ هو فنان جنوب أفريقي، ولد في 14 ديسمبر 1968.